# Jean Decazes
Jean Élie Louis Octave Guillaume Sévère Armanieu Decazes de Glücksbierg, mais conhecido apenas como Jean Decazes (Paris, 30 de abril de 1864 — Chantilly, 31 de agosto de 1912), foi um aristocrata e multiesportista francês, medalhista olímpico como velejador.

## Biografia
Terceiro duque de Decazes da família de Élie-Louis, é filho do diplomata e político Louis Decazes e de sua esposa Séverine Rosalie de Löwenthal. Em 28 de abril de 1888, casou-se com a rica Isabelle-Blanche Singer, uma das filhas de Isabella Eugénie Boyer e Isaac Singer, fundador da famosa empresa de máquinas de costura Singer Corporation. Com ela, teve três filhos: Louis Jean Victor Sévère, Marguerite Séverine Philippine e Jacques Louis Élie.
Ele foi proprietário de uma vila em Hyères no sul da França, a Villa Sylvabelle, que teve a honra de receber a visita da rainha Vitória. Sua esposa cometeu suicídio em 1896, e seus filhos foram criados em grande parte por sua tia Winnaretta Singer, a princesa Edmond de Polignac.

## Carreira esportiva
Ele conquistou a medalha de prata nos Jogos Olímpicos de Verão de 1900 em Le Havre ao participar das provas da classe 10 – 20 t a bordo do Quand-Même II. No ano seguinte, também conquistou a Coupe de France com seu veleiro.